# Oberhoffen-sur-Moder
Oberhoffen-sur-Moder är en kommun i departementet Bas-Rhin i regionen Grand Est (tidigare regionen Alsace) i nordöstra Frankrike. Kommunen ligger i kantonen Bischwiller som tillhör arrondissementet Haguenau. År 2022 hade Oberhoffen-sur-Moder 3 878 invånare.

## Befolkningsutveckling
Antalet invånare i kommunen Oberhoffen-sur-Moder
| Referens: INSEE |